# San (Mali)
San è un comune urbano del Mali, capoluogo del circondario omonimo, nella regione di Ségou.